# Deep Space Atomic Clock

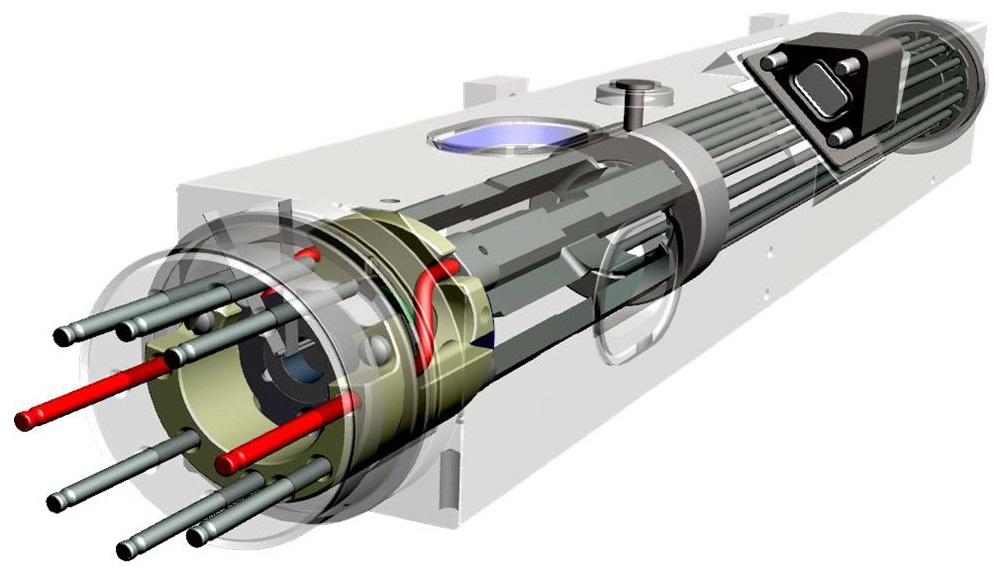
L'orologio atomico DSAC

Il Deep Space Atomic Clock o DSAC (in italiano: Orologio atomico dello spazio profondo) è un orologio atomico miniaturizzato agli ioni di mercurio nato per migliorare la radionavigazione nello spazio profondo.
È un ordine di grandezza più stabile degli orologi di navigazione esistenti, e sbaglia di 1 nanosecondo ogni 10 giorni. Ci si aspetta che sbagli al massimo di 1 microsecondo in 10 anni. Il progetto è gestito dal laboratorio Jet Propulsion Laboratory della NASA a Pasadena, e fa parte del programma Space Test Program 2 (STP-2) dell'aviazione statunitense  che ha affidato l'incarico di dispiegamento nello spazio al razzo Falcon Heavy di SpaceX per giugno 2019.